# Boliniales
Boliniales é uma ordem de fungos da classe Sordariomycetes.